# Circunscripción electoral de Navarra

Circunscripción de Navarra
Cortes Generales* Congreso: 5 escaños (de 350)
- Senado: 4 senadores (de 266)Parlamento de Navarra* 50 escaños (de 50)

Navarra es una de las 52 circunscripciones electorales utilizadas como distritos electorales para la Cámara Baja de las Cortes Españolas, el Congreso de los Diputados, y una de las 59 de la Cámara Alta, el Senado.

## Ámbito de la circunscripción y sistema electoral
En virtud de los artículos 68.2 y 69.2 de la Constitución española la circunscripción electoral para el caso de Navarra es la provincia. El voto es sobre la base de sufragio universal secreto. En virtud del artículo 12 de la constitución, la edad mínima para votar es de 18 años.
En el caso del Congreso de los Diputados, el sistema electoral utilizado es a través de una lista cerrada con representación proporcional y con escaños asignados usando el método D'Hondt. Solo las listas electorales con el 3 % o más de todos los votos válidos emitidos, incluidos los votos «en blanco», es decir, para «ninguna de las anteriores», se pueden considerar para la asignación de escaños. En el caso del Senado, el sistema electoral sigue el escrutinio mayoritario plurinominal. Se eligen cuatro senadores y los partidos pueden presentar un máximo de tres candidatos. Cada elector puede escoger hasta tres senadores, pertenezcan o no a la misma lista. Los cuatro candidatos más votados son elegidos.

## Elegibilidad
El artículo 67.1 de la Constitución española prohíbe ser simultáneamente miembro del Congreso de los Diputados y de un parlamento autonómico, lo que significa que los candidatos deben renunciar al cargo si son elegidos para un parlamento autonómico. No existe incompatibilidad similar en el caso de los senadores. El artículo 70 aplica también la inelegibilidad a los magistrados, jueces y fiscales en activo, Defensor del Pueblo, militares en servicio, los agentes de policía en activo y los miembros del tribunal constitucional y juntas electorales.

## Número de diputados
Desde la restauración de la democracia, Navarra ha elegido cinco miembros del Congreso de los Diputados.
En virtud de la ley electoral española, todas las provincias tienen derecho a un mínimo de 2 escaños con los 348 escaños restantes prorrateada de acuerdo a la población. Esta normativa se explica detalladamente en la ley electoral de 1985 (Ley Orgánica del Régimen Electoral General). El efecto práctico de esta ley ha sido la de las provincias menos pobladas estén sobrerrepresentadas a expensas de las provincias de mayor población.
En 2008 la ratio entre votantes y escaños fue de 100 209 votantes por diputado. En Navarra el número de votantes por diputado fue de 94 812, ligeramente por debajo de la media española.

## Resultados
El centroderecha ha obtenido siempre el triunfo en Navarra, primero como Unión de Centro Democrático y posteriormente como Unión del Pueblo Navarro (UPN). Solo en 1982 y 1986 el PSOE se alzó con el triunfo, favorecido por la dispersión de los votos del centroderecha. En el resto de elecciones, el PSOE ha obtenido la segunda plaza. El tercer lugar ha sido habitualmente para formaciones de izquierdas (el nacionalismo vasco radical de Herri Batasuna, entre 1982 y 1993, IUN-NEB del 1996 al 2000 y la coalición Nafarroa Bai, de 2004 a 2011). En las elecciones legislativas de noviembre de 2011 fue nuevamente la izquierda abertzale, agrupada esta vez en la coalición Amaiur, la que obtuvo la tercera posición.

## Parlamento de Navarra (1979-2023)
|                        | Unión del Pueblo Navarro                             | 13a | 13a | 14 | 20 | 17 | 22 | 23 | 22 | 19 | 15 | f  | 15 |
|                        | Partido Socialista de Navarra                        | 15  | 20  | 15 | 19 | 11 | 11 | 11 | 12 | 9  | 7  | 11 | 11 |
|                        | Geroa Bai                                            |     |     |    |    |    |    |    | 12 | 8  | 9  | 9  | 7  |
|                        | Euskal Herria Bildu                                  |     |     |    |    |    |    |    |    | 7  | 8  | 7  | 9  |
|                        | Izquierda Unida de Navarra                           |     |     | 0  | 2  | 5  | 3  | 4  | 2  | 3  | 2  | 1  | 3  |
|                        | Podemos Navarra                                      |     |     |    |    |    |    |    |    |    | 7  | 2  | 3  |
|                        | Partido Popular de Navarra                           | a   | 8a  | 2  |    |    |    |    |    | 4  | 2  | f  | 3  |
|                        | Eusko Alkartasuna                                    |     |     | 4  | 3  | 2  | 3  | 4  | c  | c  | c  |    |    |
|                        | Partido Nacionalista Vasco                           | 2   | 3   | 0  | 0  | 0  | 3  | 4  | c  | c  | e  | e  | e  |
|                        | Vox                                                  |     |     |    |    |    |    |    |    |    |    | 0  | 2  |
|                        | Partido Carlista de Euskal Herria                    | 1   | 0   | 0  | 0  | 0  | 0  | 0  | 0  |    |    |    |    |
| Partidos desaparecidos |                                                      |     |     |    |    |    |    |    |    |    |    |    |    |
|                        | Unión de Centro Democrático                          | 20  |     |    |    |    |    |    |    |    |    |    |    |
|                        | Navarra Suma                                         |     |     |    |    |    |    |    |    |    |    | 20 |    |
|                        | Herri Batasuna                                       | 9   | 6   | 7  | 6  | 5  | 8b | 0  |    |    |    |    |    |
|                        | Convergencia de Demócratas de Navarra                |     |     |    |    | 10 | 3  | 4  | 2  | 0  |    |    |    |
|                        | Agrupaciones Electorales de Merindad                 | 7   |     |    |    |    |    |    |    |    |    |    |    |
|                        | Aralar                                               |     |     |    |    |    |    | 4  | c  | c  | d  | d  | d  |
|                        | Centro Democrático y Social                          |     |     | 4  | 0  |    |    |    |    |    |    |    |    |
|                        | Unión Demócrata Foral                                |     |     | 3  |    |    |    |    |    |    |    |    |    |
|                        | Euskadiko Ezkerra                                    | 1   | 0   | 1  | 0  |    |    |    |    |    |    |    |    |
|                        | Agrupación Electoral Independientes Forales Navarros | 1   |     |    |    |    |    |    |    |    |    |    |    |
|                        | Unión Navarra de Izquierdas                          | 1   |     |    |    |    |    |    |    |    |    |    |    |
| Total                  | Total                                                | 70  | 50  | 50 | 50 | 50 | 50 | 50 | 50 | 50 | 50 | 50 | 50 |

a Los resultados corresponden a los de Coalición Popular: Alianza Popular-Partido Demócrata Popular-Unión Liberal (AP-PDP-UL).

b Los resultados corresponden a los de Euskal Herritarrok (EH).

c Dentro de la coalición Nafarroa Bai (NaBai).

d Dentro de la coalición Euskal Herria Bildu (EH Bildu).

e Dentro de la coalición Geroa Bai (GBai).

f Dentro de la coalición Navarra Suma (NA+).

## Congreso de los Diputados (1977–2023)
| Partido político       | Partido político         | 1977 | 1979 | 1982 | 1986 | 1989 | 1993 | 1996 | 2000 | 2004 | 2008 | 2011 | 2015 | 2016 | 2019 (I) | 2019 (II) | 2023 |
| ---------------------- | ------------------------ | ---- | ---- | ---- | ---- | ---- | ---- | ---- | ---- | ---- | ---- | ---- | ---- | ---- | -------- | --------- | ---- |
|                        | Unión del Pueblo Navarro |      | 1a   | 2b   | 2c   | 3d   | 3a   | 2a   | 3a   | 2a   | 2a   | 2d   | 2d   | 2d   | h        | h         | 1    |
|                        | Partido Popular          | 0    | 0    | 2b   | 2c   | 3d   | 0    | 0    | 0    | 0    | 0    | 2d   | 2d   | 2d   | h        | h         | 1    |
|                        | PSOE                     | 2    | 1    | 3    | 2    | 2    | 2    | 2    | 2    | 2    | 2    | 1    | 1    | 1    | 2        | 1         | 2    |
|                        | Unidas Podemos           |      |      |      |      |      |      |      |      |      |      |      |      | 2g   | 1g       | 1         | 0    |
|                        | Euskal Herria Bildu      |      |      |      |      |      |      |      |      |      |      |      | 0    | 0    | 0        | 1         | 1    |
|                        | Podemos                  |      |      |      |      |      |      |      |      |      |      |      | 2    |      |          |           |      |
|                        | Geroa Bai                |      |      |      |      |      |      |      |      |      |      | 1    |      |      |          |           | 0    |
|                        | Izquierda Unida          |      |      |      |      |      |      | 1    |      |      |      | 0e   | 0f   |      |          |           | 0    |
| Partidos desaparecidos |                          |      |      |      |      |      |      |      |      |      |      |      |      |      |          |           |      |
|                        | UCD                      | 3    | 3    |      |      |      |      |      |      |      |      |      |      |      |          |           |      |
|                        | Navarra Suma             |      |      |      |      |      |      |      |      |      |      |      |      |      | 2h       | 2h        |      |
|                        | Nafarroa Bai             |      |      |      |      |      |      |      |      | 1    | 1    |      |      |      |          |           |      |
|                        | Amaiur                   |      |      |      |      |      |      |      |      |      |      | 1    |      |      |          |           |      |
|                        | Herri Batasuna           |      |      |      | 1    |      |      |      |      |      |      |      |      |      |          |           |      |
| Total                  | Total                    | 5    | 5    | 5    | 5    | 5    | 5    | 5    | 5    | 5    | 5    | 5    | 5    | 5    | 5        | 5         | 5    |

a Los resultados corresponden a los de Unión del Pueblo Navarro.

b Los resultados corresponden a los de la coalición entre Unión del Pueblo Navarro, Alianza Popular y el Partido Demócrata Popular.

c Los resultados corresponden a los de Coalición Popular, en la que se integraba Unión del Pueblo Navarro.

d Los resultados corresponden a la coalición entre Partido Popular y Unión del Pueblo Navarro.

e Los resultados corresponden a la coalición Izquierda-Ezkerra.

f Los resultados corresponden a la coalición entre Izquierda Unida y Unidad Popular en Común.

g Los resultados corresponden a la coalición entre Podemos, Izquierda Unida, Equo y Batzarre.

h Los resultados corresponden a la coalición entre Unión del Pueblo Navarro, Ciudadanos y Partido Popular.

## Diputados elegidos

### Diputados elegidos para la Legislatura Constituyente
| Partidos y coaliciones                   | Votos  | %    | Escaños | Miembros electos                                                 |
| ---------------------------------------- | ------ | ---- | ------- | ---------------------------------------------------------------- |
| Unión de Centro Democrático (UCD)        | 75 036 | 29,1 | 3       | Jesús Aizpún (FPDL), Jesús Ignacio Astrain, Pedro Pegenaute (PL) |
| Partido Socialista Obrero Español (PSOE) | 54 720 | 21,2 | 2       | Gabriel Urralburu, Julio García                                  |

Fuentes:
- Elecciones en España.[5]
- Election Resources on the Internet[6] (en inglés)
- Resultados en la web del Ministerio del Interior.[7]

### Diputados elegidos para la I Legislatura
| Partidos y coaliciones                   | Votos  | %    | Escaños | Miembros electos |
| ---------------------------------------- | ------ | ---- | ------- | --- |
| Unión de Centro Democrático (UCD)        | 83 302 | 33,0 | 3       | Javier Moscoso, Pedro Pegenaute (sustituido en diciembre de 1979 por Alfonso Bañón), Ángel Lasunción (sustituido en mayo de 1979 por José María Sanjuán) |
| Partido Socialista Obrero Español (PSOE) | 55 399 | 22,0 | 1       | Gabriel Urralburu |
| Unión del Pueblo Navarro (UPN)           | 28 248 | 11,2 | 1       | Jesús Aizpún |

Fuentes:
- Elecciones en España.[8]
- Election Resources on the Internet[9] (en inglés)
- Resultados en la web del Ministerio del Interior.[10]

### Diputados elegidos para la II Legislatura
| Partidos y coaliciones                                                              | Votos   | %    | Escaños | Miembros electos                                                                                             |
| ----------------------------------------------------------------------------------- | ------- | ---- | ------- | --- |
| Partido Socialista Obrero Español (PSN-PSOE)                                        | 112 186 | 37,9 | 3       | Carlos Solchaga, Jesús Malón (sustituido en mayo de 1984 por María Reyes Berruezo Albéniz), Jesús María Elio |
| Alianza Popular - Partido Demócrata Popular - Unión del Pueblo Navarro (AP-PDP-UPN) | 76 255  | 25,8 | 2       | Jesús Aizpún (UPN), Javier Gómara Granada (UPN)                                                              |

Fuentes:
- Elecciones en España.[11]
- Election Resources on the Internet[12] (en inglés)
- Resultados en la web del Ministerio del Interior.[10]

### Diputados elegidos para la III Legislatura
| Partidos y coaliciones                       | Votos  | %    | Escaños | Miembros electos                                |
| -------------------------------------------- | ------ | ---- | ------- | ----------------------------------------------- |
| Partido Socialista Obrero Español (PSN-PSOE) | 97 010 | 35,5 | 2       | Carlos Solchaga, Luis Velasco                   |
| Coalición Popular (AP-PDP-PL-UPN)            | 80 922 | 29,6 | 2       | Jesús Aizpún (UPN), Luis Fernando Medrano (UPN) |
| Herri Batasuna (HB)                          | 37 998 | 13,9 | 1       | Iñaki Aldekoa                                   |

Fuentes:
- Elecciones en España.[13]
- Election Resources on the Internet[14] (en inglés)
- Resultados en la web del Ministerio del Interior.[15]

### Diputados elegidos para la IV Legislatura
| Partidos y coaliciones                              | Votos  | %    | Escaños | Miembros electos                                                             |
| --------------------------------------------------- | ------ | ---- | ------- | ---------------------------------------------------------------------------- |
| Unión del Pueblo Navarro - Partido Popular (UPN-PP) | 92 216 | 33,2 | 3       | Jesús Aizpún (UPN), Jaime Ignacio del Burgo (PP), José Antonio Gayarre (UPN) |
| Partido Socialista Obrero Español (PSN-PSOE)        | 86 677 | 31,2 | 2       | Carlos Solchaga, Blanca García Manzanares                                    |

Fuentes:
- Elecciones en España.[16]
- Election Resources on the Internet[17] (en inglés)
- Resultados en la web del Ministerio del Interior.[18]

### Diputados elegidos para la V Legislatura
| Partidos y coaliciones                       | Votos   | %    | Escaños | Miembros electos                                                                                |
| -------------------------------------------- | ------- | ---- | ------- | ----------------------------------------------------------------------------------------------- |
| Unión del Pueblo Navarro (UPN)               | 112 228 | 36,1 | 3       | Jesús Aizpún, Jaime Ignacio del Burgo, José Antonio Gayarre                                     |
| Partido Socialista Obrero Español (PSN-PSOE) | 108 305 | 34,9 | 2       | Carlos Solchaga (sustituido en mayo de 1994 por Francisco San Martín), Blanca García Manzanares |

Fuentes:
- Elecciones en España.[19]
- Election Resources on the Internet[20] (en inglés)
- Resultados en la web del Ministerio del Interior.[21]

### Diputados elegidos para la VI Legislatura
| Partidos y coaliciones                       | Votos   | %    | Escaños | Miembros electos                                   |
| -------------------------------------------- | ------- | ---- | ------- | -------------------------------------------------- |
| Unión del Pueblo Navarro (UPN)               | 120 335 | 37,1 | 2       | Jaime Ignacio del Burgo, José Cruz Pérez Lapazarán |
| Partido Socialista Obrero Español (PSN-PSOE) | 98 102  | 30,3 | 2       | Blanca García Manzanares, Carlos Chivite           |
| Izquierda Unida (IUN-NEB)                    | 40 354  | 12,5 | 1       | Julián Fernández                                   |

Fuentes:
- Elecciones en España.[22]
- Election Resources on the Internet[23] (en inglés)
- Resultados en la web del Ministerio del Interior.[24]

### Diputados elegidos para la VII Legislatura
| Partidos y coaliciones                       | Votos   | %    | Escaños | Miembros electos                                                    |
| -------------------------------------------- | ------- | ---- | ------- | ------------------------------------------------------------------- |
| Unión del Pueblo Navarro (UPN)               | 150 995 | 49,9 | 3       | Jaime Ignacio del Burgo, José Cruz Pérez Lapazarán, Eva María Gorri |
| Partido Socialista Obrero Español (PSN-PSOE) | 82 688  | 27,3 | 2       | Blanca García Manzanares, Vicente Ripa                              |

Fuentes:
- Elecciones en España.[25]
- Election Resources on the Internet[26] (en inglés)
- Resultados en la web del Ministerio del Interior.[27]

### Diputados elegidos para la VIII Legislatura
| Partidos y coaliciones                       | Votos   | %    | Escaños | Miembros electos                                                                          |
| -------------------------------------------- | ------- | ---- | ------- | ----------------------------------------------------------------------------------------- |
| Unión del Pueblo Navarro (UPN)               | 127 653 | 37,6 | 2       | Jaime Ignacio del Burgo, Carlos Salvador                                                  |
| Partido Socialista Obrero Español (PSN-PSOE) | 113 906 | 33,6 | 2       | Vicente Ripa (sustituido en mayo de 2004 por Juan Moscoso del Prado), Carolina Castillejo |
| Nafarroa Bai (NaBai)                         | 61 045  | 18,0 | 1       | Uxue Barkos (independiente)                                                               |

Fuentes:
- Elecciones en España.[28]
- Election Resources on the Internet[29] (en inglés)
- Resultados en la web del Ministerio del Interior.[30]

### Diputados elegidos para la IX Legislatura
| Partidos y coaliciones                       | Votos   | %    | Escaños | Miembros electos                                     |
| -------------------------------------------- | ------- | ---- | ------- | ---------------------------------------------------- |
| Unión del Pueblo Navarro (UPN)               | 133 059 | 39,2 | 2       | Santiago Cervera, Carlos Salvador                    |
| Partido Socialista Obrero Español (PSN-PSOE) | 117 920 | 34,8 | 2       | Juan Moscoso del Prado, María José Fernández Aguerri |
| Nafarroa Bai (NaBai)                         | 62 398  | 18,4 | 1       | Uxue Barkos (independiente)                          |

Fuentes:
- Elecciones en España.[31]
- Election Resources on the Internet[32] (en inglés)
- Resultados en la web del Ministerio del Interior.[33]

### Diputados elegidos para la X Legislatura
| Partidos y coaliciones                              | Votos   | %     | Escaños | Miembros electos                           |
| --------------------------------------------------- | ------- | ----- | ------- | ------------------------------------------ |
| Unión del Pueblo Navarro - Partido Popular (UPN-PP) | 126 101 | 38,18 | 2       | José Cruz Pérez Lapazarán, Carlos Salvador |
| Partido Socialista Obrero Español (PSN-PSOE)        | 72 656  | 22,00 | 1       | Juan Moscoso del Prado                     |
| Amaiur                                              | 49 100  | 14,86 | 1       | Sabino Cuadra                              |
| Geroa Bai (GBai)                                    | 42 411  | 12,84 | 1       | Uxue Barkos                                |

### Diputados elegidos para la XI Legislatura
| Partidos y coaliciones                              | Votos   | %     | Escaños | Miembros electos             |
| --------------------------------------------------- | ------- | ----- | ------- | ---------------------------- |
| Unión del Pueblo Navarro - Partido Popular (UPN-PP) | 101 901 | 28,93 | 2       | Iñigo Alli, Carlos Salvador  |
| Podemos-Ahal Dugu Navarra (Podemos)                 | 80 961  | 22,99 | 2       | Ione Belarra, Eduardo Santos |
| Partido Socialista de Navarra (PSN-PSOE)            | 54 700  | 15,53 | 1       | Jesús Maria Fernández        |

## Senado (1977-2023)
| Candidatura            | Candidatura                 | 1977 | 1979 | 1982 | 1986 | 1989 | 1993 | 1996 | 2000 | 2004 | 2008 | 2011 | 2015 | 2016 | 2019 (I) | 2019 (II) | 2023 |
| ---------------------- | --------------------------- | ---- | ---- | ---- | ---- | ---- | ---- | ---- | ---- | ---- | ---- | ---- | ---- | ---- | -------- | --------- | ---- |
|                        | Unión del Pueblo Navarro    |      | 0    | 1b   | 1b   | 3    | 3    | 3    | 3    | 3    | 3    | 3b   | 3b   | 3b   | 3c       | 3c        | 1    |
|                        | PSOE                        | 0    | 1    | 3    | 3    | 1    | 1    | 1    | 1    | 1    | 1    | 1    | 0    | 0    | 1        | 1         | 3    |
|                        | Cambio-Aldaketa             |      |      |      |      |      |      |      |      |      |      |      | 1    | 1    | 0        | 0         |      |
| Partidos desaparecidos |                             |      |      |      |      |      |      |      |      |      |      |      |      |      |          |           |      |
|                        | Unión de Centro Democrático | 3    | 3    | 0    |      |      |      |      |      |      |      |      |      |      |          |           |      |
|                        | Frente Autonómico           | 1a   |      |      |      |      |      |      |      |      |      |      |      |      |          |           |      |
| Total                  | Total                       | 4    | 4    | 4    | 4    | 4    | 4    | 4    | 4    | 4    | 4    | 4    | 4    | 4    | 4        | 4         | 4    |

a La coalición Frente Autonómico obtuvo un único senador, Manuel Irujo, del PNV.

b Los resultados corresponden a los de la coalición entre el Partido Popular y Unión del Pueblo Navarro.

c Los resultados corresponden a los de Navarra Suma (UPN+PP+Cs). 

## Senadores elegidos

### Senadores elegidos para la Legislatura Constituyente
| Senador                       | Votos  | Partidos y coaliciones      |
| ----------------------------- | ------ | --------------------------- |
| Jaime Ignacio del Burgo (PSD) | 76 688 | Unión de Centro Democrático |
| José Gabriel Sarasa (PSD)     | 60 205 | Unión de Centro Democrático |
| José Luis Monge (PSD)         | 58 976 | Unión de Centro Democrático |
| Manuel Irujo (PNV)            | 55 761 | Frente Autonómico           |

Fuentes:
- Resultados en la web del Ministerio del Interior.[34]

### Senadores elegidos para la I Legislatura
| Senador                 | Votos  | Partidos y coaliciones            |
| ----------------------- | ------ | --------------------------------- |
| Jaime Ignacio del Burgo | 82 466 | Unión de Centro Democrático       |
| José Gabriel Sarasa     | 77 932 | Unión de Centro Democrático       |
| José Luis Monge         | 77 651 | Unión de Centro Democrático       |
| Víctor Manuel Arbeloa   | 58 070 | Partido Socialista Obrero Español |

Fuentes:
- Resultados en la web del Ministerio del Interior.[35]

### Senadores elegidos para la II Legislatura
| Senador                   | Votos   | Partidos y coaliciones                                                          |
| ------------------------- | ------- | ------------------------------------------------------------------------------- |
| Víctor Manuel Arbeloa     | 110 910 | Partido Socialista Obrero Español (PSOE)                                        |
| Francisco Álava           | 109 751 | Partido Socialista Obrero Español (PSOE)                                        |
| Guillermo Fernández Pérez | 106 625 | Partido Socialista Obrero Español (PSOE)                                        |
| Alfonso Añón (UPN)        | 76 651  | Alianza Popular-Partido Demócrata Popular-Unión del Pueblo Navarro (AP-PDP-UPN) |

Fuentes:
- Resultados en la web del Ministerio del Interior.[36]

### Senadores elegidos para la III Legislatura
| Senador                                                                            | Votos  | Partidos y coaliciones                   |
| ---------------------------------------------------------------------------------- | ------ | ---------------------------------------- |
| Francisco Álava (sustituido por fallecimiento en abril de 1987 por Alfonso Alonso) | 92 044 | Partido Socialista Obrero Español (PSOE) |
| Julián Balduz (sustituido por baja en octubre de 1987 por José Ramón Zabala)       | 91 626 | Partido Socialista Obrero Español (PSOE) |
| Pedro José Ardaiz                                                                  | 90 494 | Partido Socialista Obrero Español (PSOE) |
| Jaime Ignacio del Burgo (PDP)                                                      | 79 765 | Coalición Popular (AP-PDP-PL-UPN)        |

Fuentes:
- Resultados en la web del Ministerio del Interior.[37]

### Senadores elegidos para la IV Legislatura
| Senador                        | Votos  | Partidos y coaliciones                            |
| ------------------------------ | ------ | ------------------------------------------------- |
| Javier Luis del Castillo (UPN) | 89 944 | Unión del Pueblo Navarro-Partido Popular (UPN-PP) |
| José Iribas (UPN)              | 88 092 | Unión del Pueblo Navarro-Partido Popular (UPN-PP) |
| José Javier Viñes (UPN)        | 87 681 | Unión del Pueblo Navarro-Partido Popular (UPN-PP) |
| Pedro José Ardaiz              | 81 718 | Partido Socialista Obrero Español (PSOE)          |

Fuentes:
- Resultados en la web del Ministerio del Interior.[38]

### Senadores elegidos para la V Legislatura
| Senador                | Votos   | Partidos y coaliciones                            |
| ---------------------- | ------- | ------------------------------------------------- |
| Balbino Bados (UPN)    | 106 876 | Unión del Pueblo Navarro-Partido Popular (UPN-PP) |
| Santiago Cervera (UPN) | 105 417 | Unión del Pueblo Navarro-Partido Popular (UPN-PP) |
| José Iribas (UPN)      | 104 858 | Unión del Pueblo Navarro-Partido Popular (UPN-PP) |
| Pedro José Ardaiz      | 103 120 | Partido Socialista Obrero Español (PSOE)          |

Fuentes:
- Resultados en la web del Ministerio del Interior.[39]

### Senadores elegidos para la VI Legislatura
| Senador                            | Votos   | Partidos y coaliciones                            |
| ---------------------------------- | ------- | ------------------------------------------------- |
| José Iribas (UPN)                  | 112 126 | Unión del Pueblo Navarro-Partido Popular (UPN-PP) |
| Rosa López Garnica (UPN)           | 110 507 | Unión del Pueblo Navarro-Partido Popular (UPN-PP) |
| José Ignacio López Borderías (UPN) | 110 100 | Unión del Pueblo Navarro-Partido Popular (UPN-PP) |
| Pedro José Ardaiz                  | 90 961  | Partido Socialista Obrero Español (PSOE)          |

Fuentes:
- Resultados en la web del Ministerio del Interior.[40]

### Senadores elegidos para la VII Legislatura
| Senador                                                             | Votos   | Partidos y coaliciones                            |
| ------------------------------------------------------------------- | ------- | ------------------------------------------------- |
| Luis Campoy (UPN) (sustituido en julio de 2003 por Carlos Salvador) | 144 477 | Unión del Pueblo Navarro-Partido Popular (UPN-PP) |
| José Iribas (UPN)                                                   | 142 342 | Unión del Pueblo Navarro-Partido Popular (UPN-PP) |
| Rosa López Garnica (UPN)                                            | 141 705 | Unión del Pueblo Navarro-Partido Popular (UPN-PP) |
| Carlos Chivite                                                      | 90 906  | Partido Socialista Obrero Español (PSOE)          |

Fuentes:
- Resultados en la web del Ministerio del Interior.[41]

### Senadores elegidos para la VIII Legislatura
| Senador                                                                      | Votos   | Partidos y coaliciones                            |
| ---------------------------------------------------------------------------- | ------- | ------------------------------------------------- |
| José Iribas (UPN)                                                            | 122 375 | Unión del Pueblo Navarro-Partido Popular (UPN-PP) |
| José Cruz Pérez Lapazarán (UPN)                                              | 120 714 | Unión del Pueblo Navarro-Partido Popular (UPN-PP) |
| Amelia Salanueva (UPN) (sustituida en agosto de 2007 por Alicia Díaz García) | 119 647 | Unión del Pueblo Navarro-Partido Popular (UPN-PP) |
| Carlos Chivite                                                               | 105 767 | Partido Socialista Obrero Español (PSOE)          |

Fuentes:
- Resultados en la web del Ministerio del Interior.[42]

### Senadores elegidos para la IX Legislatura
| Senador | Votos   | Partidos y coaliciones                            |
| --- | ------- | ------------------------------------------------- |
| María Caballero (UPN) | 128 254 | Unión del Pueblo Navarro-Partido Popular (UPN-PP) |
| José Ignacio Palacios (UPN)                                                                                                 | 126 442 | Unión del Pueblo Navarro-Partido Popular (UPN-PP) |
| José Cruz Pérez Lapazarán (UPN)                                                                                             | 125 018 | Unión del Pueblo Navarro-Partido Popular (UPN-PP) |
| Carlos Chivite (no llegó a tomar posesión al fallecer poco después de las elecciones, le sustituyó Javier Sanz Carramiñana) | 109 141 | Partido Socialista Obrero Español (PSOE)          |

Fuentes:
- Resultados en la web del Ministerio del Interior.[43]

### Senadores elegidos para la X Legislatura
| Senador                            | Votos   | Partidos y coaliciones                            |
| ---------------------------------- | ------- | ------------------------------------------------- |
| Amelia Salanueva Murguialday (UPN) | 118 249 | Unión del Pueblo Navarro-Partido Popular (UPN-PP) |
| José Ignacio Palacios (PP)         | 116 427 | Unión del Pueblo Navarro-Partido Popular (UPN-PP) |
| Francisco Javier Yangüas (UPN)     | 114 687 | Unión del Pueblo Navarro-Partido Popular (UPN-PP) |
| María Victoria Chivite             | 68 192  | Partido Socialista Obrero Español (PSOE)          |

### Senadores elegidos para la XI Legislatura
| Senador                        | Votos  | Partidos y coaliciones                            |
| ------------------------------ | ------ | ------------------------------------------------- |
| José Cruz Pérez Lapazarán (PP) | 99 990 | Unión del Pueblo Navarro-Partido Popular (UPN-PP) |
| Francisco Javier Yanguas (UPN) | 99 729 | Unión del Pueblo Navarro-Partido Popular (UPN-PP) |
| Cristina Sanz Barrios (PP)     | 97 353 | Unión del Pueblo Navarro-Partido Popular (UPN-PP) |
| Ana Luján Martínez             | 97 258 | Cambio-Aldaketa (Cambio-Aldaketa)                 |